# Kalište
Kalište (tiếng Slovakia: Kalište) là một ngôi làng hiện nay không còn tồn tại, từng thuộc huyện Banská Bystrica, vùng Banská Bystrica, Slovakia. Theo Nghị quyết của Chủ tịch Hội đồng Quốc gia Slovakia, làng Kalište được công nhận là di tích văn hóa quốc gia vào ngày 24 tháng 2 năm 1961. Vào ngày 26 tháng 6 năm 1963, Kalište được ghi danh vào Danh sách Di tích Trung ương theo quyết định của Bộ Văn hóa Cộng hòa Slovakia.

## Lịch sử
Vào năm 1940, làng có 209 cư dân. Trong cuộc Khởi nghĩa Quốc gia Slovakia, ngôi làng trở thành một trong những trung tâm của Cộng hòa Đảng phái ở Low Tatras. Đức Quốc xã đã đột kích vào ngôi làng vào ngày 18 tháng 3 năm 1945 và sát hại 13 cư dân, đốt cháy 42 ngôi nhà. Sau khi Slovakia được giải phóng, cư dân của ngôi làng chuyển đến thành phố Banská Bystrica, và định cư tại những ngôi nhà được xây dựng cho họ trên phố Nové Kalište.
Kể từ năm 1962, hai ngôi nhà trong làng đã được tân trang lại nhằm làm trụ sở của các phòng triển lãm và phòng tưởng niệm. Trong khoảng thời gian bình thường hóa, một tượng đài bằng đồng đã được chuyển đến Kalište. Tuy nhiên, về sau, khi tác giả của tượng đồng này là Jozef Jankovič có quan điểm chống bình thường hóa, chế độ cộng sản đã quyết định chuyển bức tượng đến Kalisz.